# 久留米都市圏

久留米都市圏

久留米都市圏（くるめとしけん）は、福岡県久留米市を中心とする都市圏である。2015年10月1日現在の人口は43万1897人で、その内70.5%に当たる30万4552人が久留米市である。

## 定義
一般的な都市圏の定義については都市圏を参照のこと。

### 久留米広域圏
久留米広域圏（くるめこういきけん）は、福岡県によって設定された10の広域圏のうちの1つである。
以下の4市2町が属する。
- 久留米市
- 大川市
- 小郡市
- うきは市
- 三井郡
  - 大刀洗町
- 三潴郡
  - 大木町

### 都市雇用圏
金本良嗣・徳岡一幸によって提案された都市圏。細かい定義等は都市雇用圏に則する。
通勤率
2015年国勢調査による、各自治体の久留米市への通勤率
| 順位 | 市町村   | 通勤率 |
| ---- | -------- | ------ |
| 1    | 広川町   | 19.7%  |
| 2    | 大木町   | 16.0%  |
| 3    | 大刀洗町 | 15.6%  |
| 4    | 筑後市   | 14.6%  |
| 5    | うきは市 | 13.9%  |

都市雇用圏（10% 通勤圏）の変遷
- 10% 通勤圏に入っていない自治体は、各統計年の欄で灰色かつ「-」で示す。

| 県     | 自治体 ('80) | 1980年                   | 1990年                   | 1995年                   | 2000年                   | 2005年                   | 2010年                   | 2015年                   | 自治体 （現在） |
| ------ | ------------ | ------------------------ | ------------------------ | ------------------------ | ------------------------ | ------------------------ | ------------------------ | ------------------------ | --------------- |
| 福岡県 | 吉井町       | -                        | -                        | -                        | -                        | 久留米 都市圏 50万5205人 | 久留米 都市圏            | 久留米 都市圏            | うきは市        |
| 福岡県 | 浮羽町       | -                        | -                        | -                        | -                        | 久留米 都市圏 50万5205人 | 久留米 都市圏            | 久留米 都市圏            | うきは市        |
| 福岡県 | 黒木町       | -                        | -                        | -                        | -                        | 久留米 都市圏 50万5205人 | -                        | -                        | 八女市          |
| 福岡県 | 立花町       | -                        | 久留米 都市圏 46万1686人 | 久留米 都市圏 48万8621人 | -                        | 久留米 都市圏 50万5205人 | -                        | -                        | 八女市          |
| 福岡県 | 上陽町       | -                        | 久留米 都市圏 46万1686人 | 久留米 都市圏 48万8621人 | -                        | 久留米 都市圏 50万5205人 | -                        | -                        | 八女市          |
| 福岡県 | 八女市       | -                        | 久留米 都市圏 46万1686人 | 久留米 都市圏 48万8621人 | -                        | 久留米 都市圏 50万5205人 | -                        | -                        | 八女市          |
| 福岡県 | 広川町       | 久留米 都市圏 38万4264人 | 久留米 都市圏 46万1686人 | 久留米 都市圏 48万8621人 | 久留米 都市圏 41万9616人 | 久留米 都市圏 50万5205人 | 久留米 都市圏 43万2441人 | 久留米 都市圏 43万1897人 | 広川町          |
| 福岡県 | 筑後市       | 久留米 都市圏 38万4264人 | 久留米 都市圏 46万1686人 | 久留米 都市圏 48万8621人 | 久留米 都市圏 41万9616人 | 久留米 都市圏 50万5205人 | 久留米 都市圏 43万2441人 | 久留米 都市圏 43万1897人 | 筑後市          |
| 福岡県 | 久留米市     | 久留米 都市圏 38万4264人 | 久留米 都市圏 46万1686人 | 久留米 都市圏 48万8621人 | 久留米 都市圏 41万9616人 | 久留米 都市圏 50万5205人 | 久留米 都市圏 43万2441人 | 久留米 都市圏 43万1897人 | 久留米市        |
| 福岡県 | 田主丸町     | 久留米 都市圏 38万4264人 | 久留米 都市圏 46万1686人 | 久留米 都市圏 48万8621人 | 久留米 都市圏 41万9616人 | 久留米 都市圏 50万5205人 | 久留米 都市圏 43万2441人 | 久留米 都市圏 43万1897人 | 久留米市        |
| 福岡県 | 北野町       | 久留米 都市圏 38万4264人 | 久留米 都市圏 46万1686人 | 久留米 都市圏 48万8621人 | 久留米 都市圏 41万9616人 | 久留米 都市圏 50万5205人 | 久留米 都市圏 43万2441人 | 久留米 都市圏 43万1897人 | 久留米市        |
| 福岡県 | 城島町       | 久留米 都市圏 38万4264人 | 久留米 都市圏 46万1686人 | 久留米 都市圏 48万8621人 | 久留米 都市圏 41万9616人 | 久留米 都市圏 50万5205人 | 久留米 都市圏 43万2441人 | 久留米 都市圏 43万1897人 | 久留米市        |
| 福岡県 | 三潴町       | 久留米 都市圏 38万4264人 | 久留米 都市圏 46万1686人 | 久留米 都市圏 48万8621人 | 久留米 都市圏 41万9616人 | 久留米 都市圏 50万5205人 | 久留米 都市圏 43万2441人 | 久留米 都市圏 43万1897人 | 久留米市        |
| 福岡県 | 大木町       | 久留米 都市圏 38万4264人 | 久留米 都市圏 46万1686人 | 久留米 都市圏 48万8621人 | 久留米 都市圏 41万9616人 | 久留米 都市圏 50万5205人 | 久留米 都市圏 43万2441人 | 久留米 都市圏 43万1897人 | 大木町          |
| 福岡県 | 大刀洗町     | 久留米 都市圏 38万4264人 | 久留米 都市圏 46万1686人 | 久留米 都市圏 48万8621人 | 久留米 都市圏 41万9616人 | 久留米 都市圏 50万5205人 | 久留米 都市圏 43万2441人 | 久留米 都市圏 43万1897人 | 大刀洗町        |
| 佐賀県 | 北茂安町     | 久留米 都市圏 38万4264人 | 久留米 都市圏 46万1686人 | 久留米 都市圏 48万8621人 | 久留米 都市圏 41万9616人 | 鳥栖 都市圏              | 鳥栖 都市圏              | 鳥栖 都市圏              | みやき町        |
| 佐賀県 | 三根町       | 久留米 都市圏 38万4264人 | 久留米 都市圏 46万1686人 | 久留米 都市圏 48万8621人 | 久留米 都市圏 41万9616人 | 鳥栖 都市圏              | 鳥栖 都市圏              | 鳥栖 都市圏              | みやき町        |
| 佐賀県 | 中原町       | 福岡 都市圏              | 福岡 都市圏              | 鳥栖 都市圏              | 鳥栖 都市圏              | 鳥栖 都市圏              | 鳥栖 都市圏              | 鳥栖 都市圏              | みやき町        |

- 2005年2月5日：久留米市に北野町三潴町・城島町・田主丸町を編入。
- 2005年3月1日：中原町・北茂安町・三根町が新設合併しみやき町が発足。
- 2005年3月20日：吉井町・浮羽町が新設合併しうきは市が発足。
- 2006年10月1日：八女市に上陽町を編入。
- 2010年2月1日：八女市に黒木町・立花町を編入。

### 連携中枢都市圏
久留米市と大川市、小郡市、うきは市、大刀洗町、大木町は連携協約を結び、久留米広域連携中枢都市圏を形成している。